# Collège des Lombards

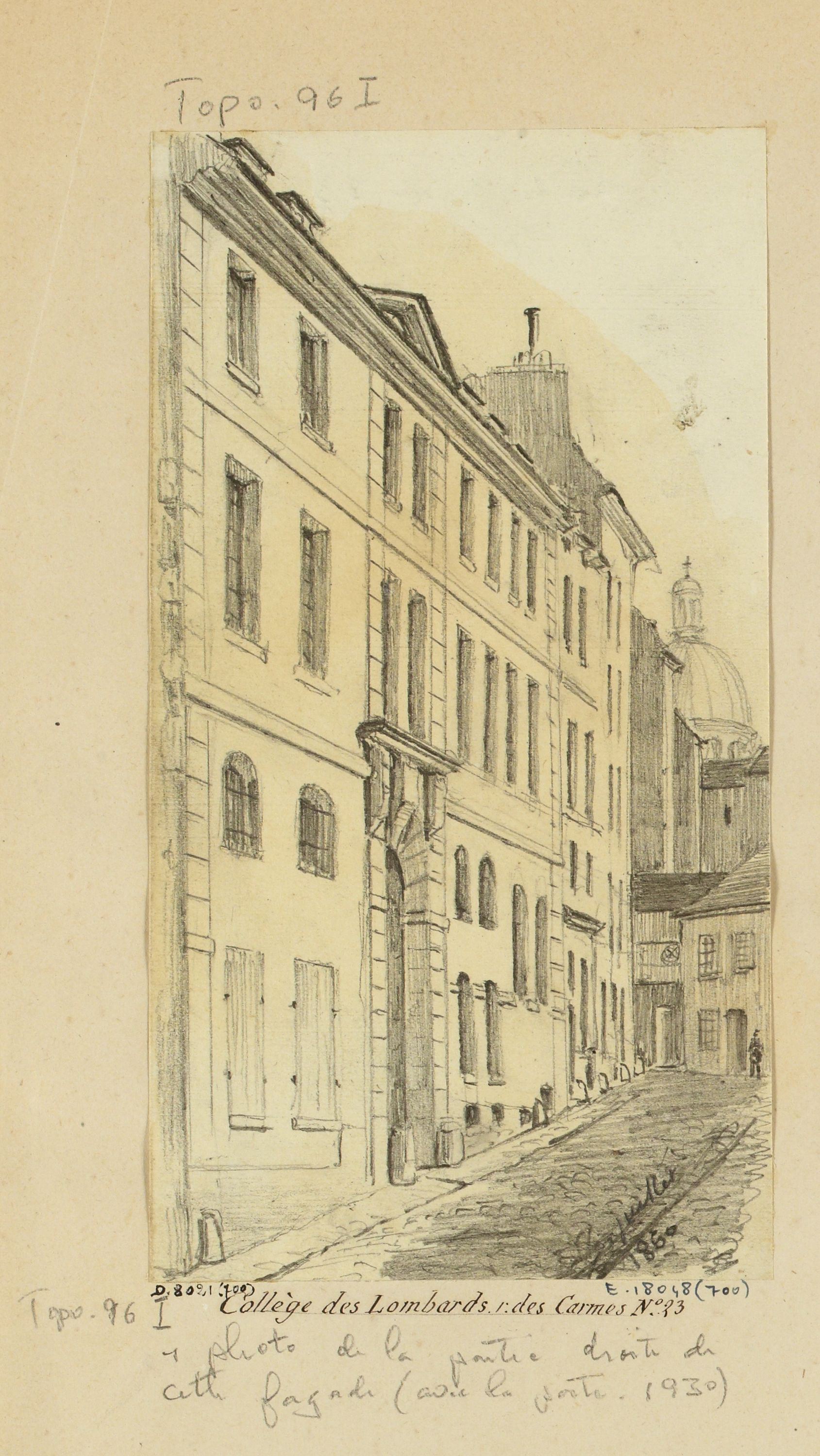
Dessin du collège des Lombards de 1860 par Léon Leymonnerye, musée Carnavalet.

Le collège des Lombards , un des collèges étrangers de l'ancienne université de Paris, était un collège fondé à Paris en 1334 à l'instigation d'André Ghini, évêque d’Arras (1329), puis de Tournai (1334), et de trois autres italiens bienfaiteurs pour doter de bourses onze écoliers démunis, fils de Lombards (Italiens). L'établissement, très prospère jusqu'au XVIe siècle, périclita au XVIIe. Il occupait dans la rue Saint-Hilaire (aujourd'hui rue des Carmes) une maison officiellement dénommée Maison des Pauvres Écoliers italiens de la Charité de la Bienheureuse Marie
,.

## Histoire

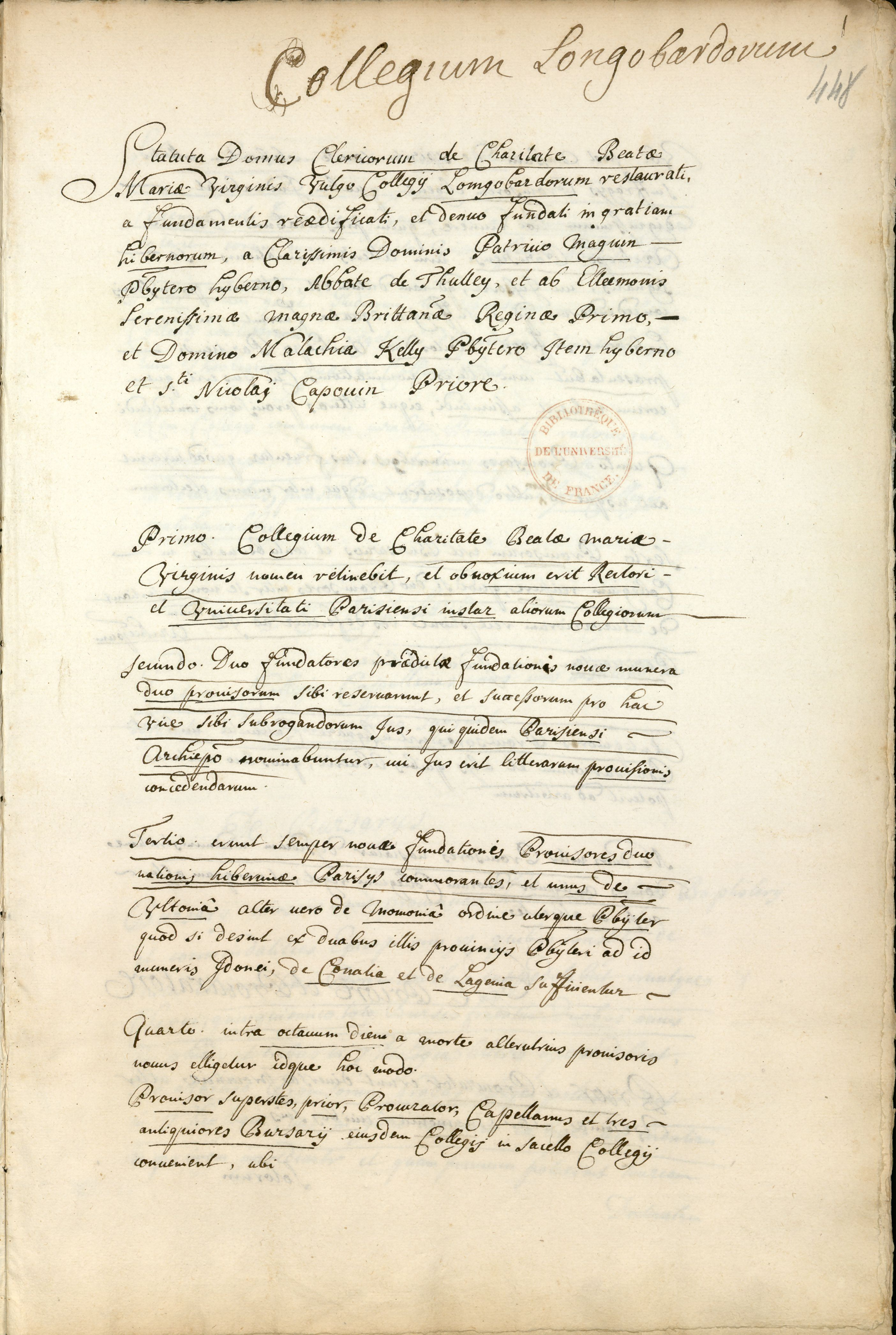
Fondation et statuts du collège des Lombards, bibliothèque de la Sorbonne, NuBIS.

Outre André Ghini, futur cardinal, originaire de Florence qui fonda quatre bourses, les cofondateurs du collège des Lombards furent : François de l'Hôpital, natif de Modène, clerc des arbalétriers du roi, qui en créa trois ; Renier Jean de Pistoia, apothicaire à Paris ; et Manuel Rolland de Plaisance en Italie, demeurant également à Paris qui fondèrent une bourse chacun.
La maison de la rue Sainte-Hilaire fut donnée par l’évêque d’Arras qui choisit son nom officiel de Maison des Pauvres Écoliers italiens de la Charité de la Bienheureuse Marie. Les fondateurs nommèrent trois proviseurs ou directeurs italiens demeurant à Paris dont l’un fut originaire de Toscane, un autre de Lombardie et le troisième des environs de Rome. Ils désignèrent le chancelier de l'Église de Paris (le chancelier de Notre-Dame, gardien du sceau de l'université) comme visiteur et l’abbé de Saint-Victor comme protecteur du collège.
Le collège des Lombards accueillit en 1528 Ignace de Loyola, et plus tard François Xavier.

## Le séminaire des Irlandais
En 1677, Louis XIV fit du collège la résidence d’une communauté de séminaristes et de prêtres irlandais. Au cours du siècle suivant, le collège des Lombards devint le lieu de rassemblement des Irlandais étudiant à Paris. En 1738, la chapelle du collège est reconstruite sous la direction de l'architecte Pierre Boscry,, les étudiants disposant dès lors de nouveaux logements. En 1775, les étudiants déménagèrent au sein d’un nouveau bâtiment rue du Cheval-Vert acheté en 1769 et rénové par le principal du collège des Lombards, Lawrence Kelly. Il prit le nom de collège des Irlandais. Le séminaire des Irlandais fut fermé en 1793.
La chapelle devient le centre spirituel, de 1872 à 1910, du mouvement des catholiques sociaux fondé par Robert et Albert de Mun. Puis elle est attribuée au culte catholique syriaque et devient l’église Saint-Éphrem-le-Syriaque.

## Vestiges de l'ancien collège
Quatre travées de l'ancien bâtiment des élèves ont été détruites en 1930 pour élargir la rue des Carmes et construire un ensemble d'immeubles HBM autour d'une arche donnant accès à l'impasse des Bœufs.
Les cinq travées préservées de ce bâtiment sont actuellement un immeuble d'habitations entre cette impasse et l'église Saint-Éphrem-le-Syriaque.

Ancien bâtiment du collège des Lombards
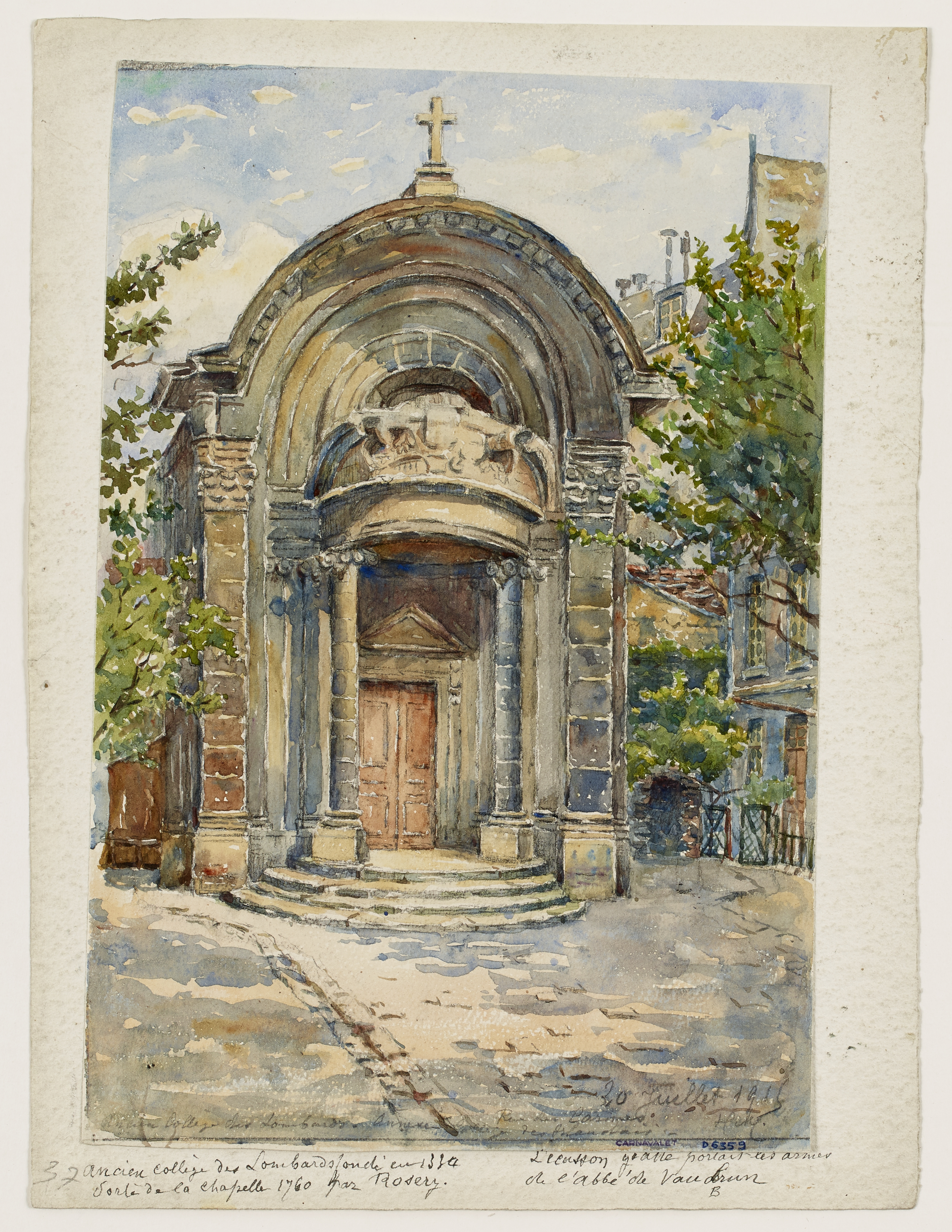
Vue extérieure de la porte de la Chapelle du collège des Lombards, Georges-Henri Manesse (1915), musée Carnavalet.
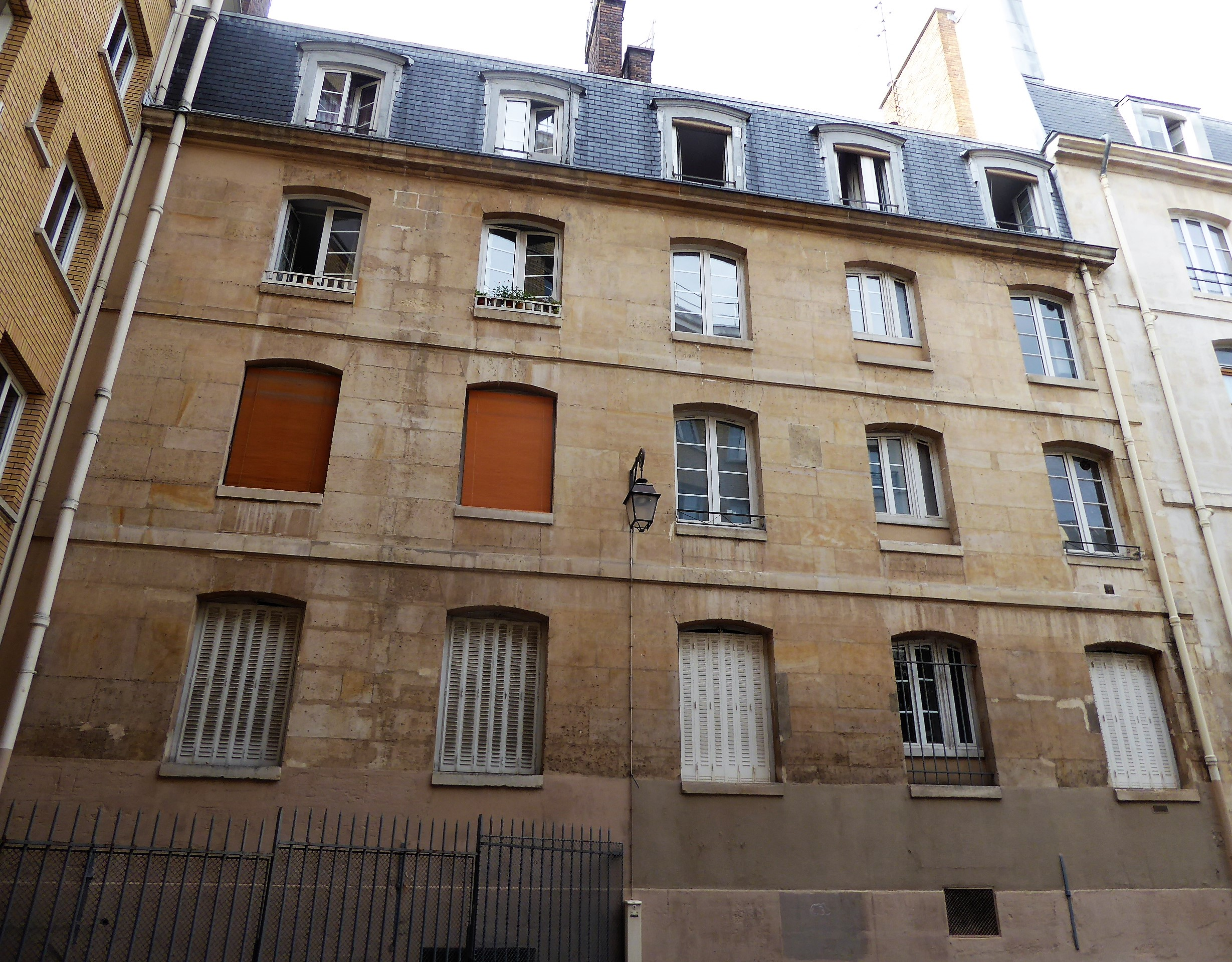
Le collège vu de l'impasse des Bœufs.
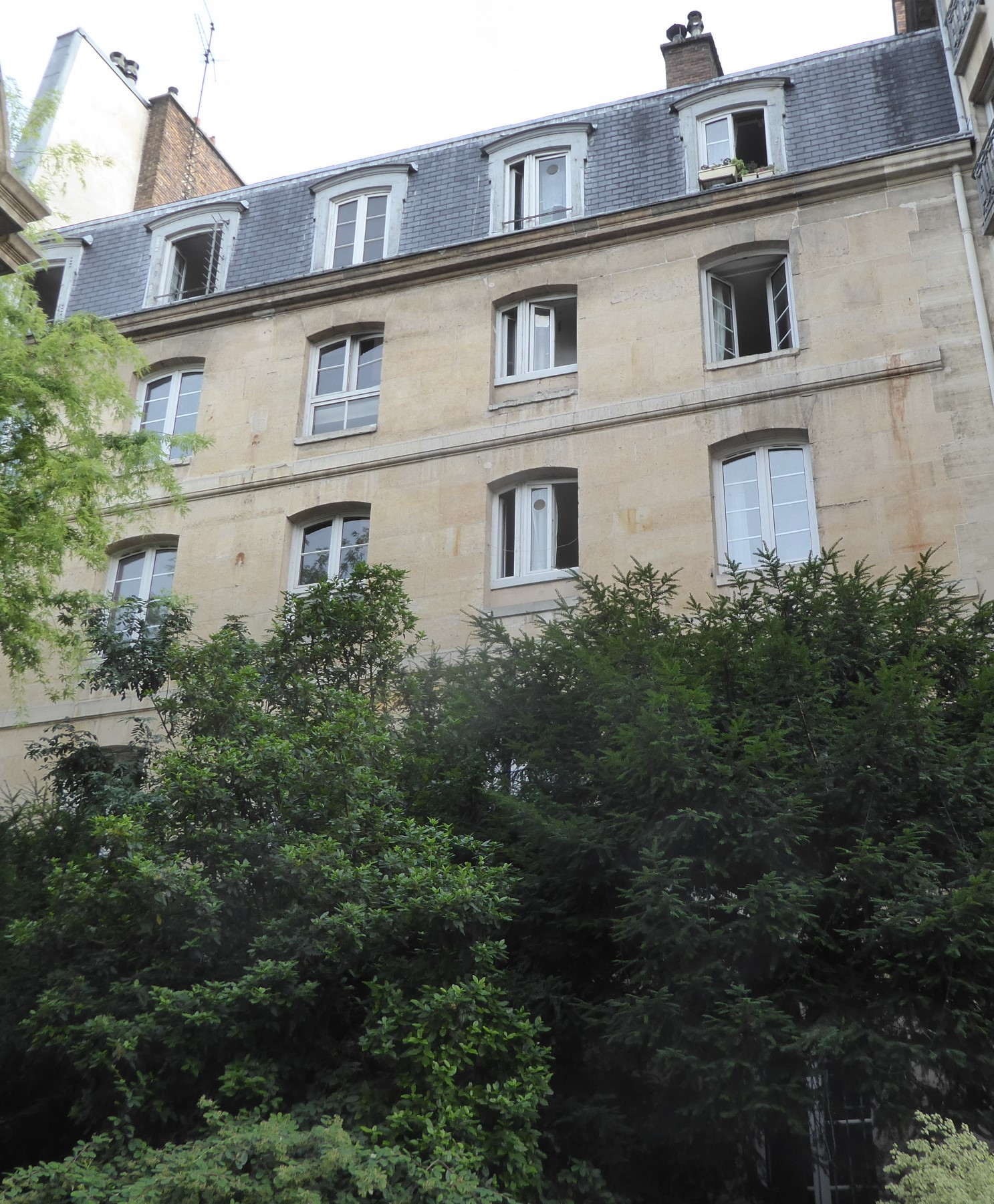
Le collège depuis l'entrée de l'église Saint-Éphrem.

## Articles liés
- Collège des Irlandais
- Centre culturel irlandais de Paris